# Frederick Semple
Frederick Humphrey Semple (* 24. Dezember 1872 in St. Louis, Missouri; † 21. Dezember 1927 ebenda) war ein US-amerikanischer Golf- und Tennisspieler.

## Biografie
Frederick Semple spielte Golf im St. Louis Field Club. Bei den Olympischen Spielen 1904 in St. Louis konnte er im Mannschaftswettkampf mit der Trans Mississippi Golf Association die Silbermedaille gewinnen. Im Einzelwettbewerb schied er hingegen in der ersten Runde gegen Mason Phelps aus. Neben dem Golf nahm er auch an den Tenniswettbewerben der Spiele teil. Zusammen mit George Stadel trat er im Doppel an. Das Duo unterlag in der ersten Runde Hugh Jones und Harold Kauffman mit 1:6 und 6:8. Zuvor hatte er im Einzel gegen seinen Doppelpartner Stadel in Runde eins gewonnen und in der Folgerunde verloren.
Semple war ein bekannter Börsenmakler in St. Louis, der sein eigenes Unternehmen namens Semple, Jacobs & Co. gründete und später Präsident der St. Louis Stock Exchange wurde.